# Challenger de Bucaramanga 2012
El torneo Seguros Bolívar Open Bucaramanga 2012 fue un torneo profesional de tenis. Perteneció al ATP Challenger Series 2012. Se disputó su 4ª edición sobre tierra batida, en Bucaramanga, Colombia entre el 23 y el 29 de enero de 2012.

## Campeones

### Individual Masculino
- Wayne Odesnik derrotó en la final a  Adrian Ungur 6–1, 7–6(7–4)

### Dobles Masculino
- Ariel Behar /  Horacio Zeballos derrotaron en la final a  Miguel Ángel López Jaén /  Paolo Lorenzi, 6–4, 7–6(7–5)